# Ligne 8 du Busway de Nantes
Pour les articles homonymes, voir Ligne 8.
La ligne 8 du Busway de Nantes est un projet nantais de Bus à haut niveau de service en site propre axé sur l'île de Nantes et la commune du Rezé. 
Partant du Boulevard de Doulon en passant au niveau du Centre commercial Beaulieu et de la station Île de Nantes, elle doit traverser l'île d'est en ouest en desservant le futur CHU puis emprunter un tronçon commun avec les nouvelles lignes de tramway 6 et 7 pour desservir la future ZAC des Isles à Rezé via le pont des Trois-Continents et enfin rallier la commune de Bouguenais et son hameau de la Ville au Denis. 
Ce projet s'inscrit dans la troisième tranche du plan de déplacement urbain de Nantes Métropole.

## Historique du projet
À l'occasion de la cérémonie des vœux du 4 janvier 2016, la présidente de Nantes Métropole Johanna Rolland annonce la création d'un nouveau tronçon est-ouest de décrochage des lignes 2 et 3 du tramway passant par le boulevard des Martyrs-Nantais-de-la-Résistance et rejoignant un axe de tramway nord-sud au niveau du CHU au débouché du boulevard Benoni-Goullin préalablement prolongé.
À l'occasion d'une conférence de presse le 2 septembre 2016, Johanna Rolland confirme la création d'une nouvelle ligne de transport en commun en site propre sur l’île de Nantes, et plus précisément d'une ligne de tramway à part entière.
Au cours d'une conférence de presse le 24 janvier 2017, la présidente de Nantes Métropole indique que le terminus de Basse-Île à Rezé desservira deux lignes : celle de l'axe nord-sud ralliant la ligne 1 après le pont Anne-de-Bretagne, et celle de l'axe est-ouest reprenant le tracé annoncé en décembre 2016 empruntant le boulevard Benoni-Goullin afin de joindre les lignes 2 et 3 du tramway au niveau du boulevard des Martyrs-Nantais-de-la-Résistance,.

Tracé des trois nouvelles lignes tel que présenté en 2020.

En mars 2018, Nantes Métropole annonçait que la ligne est-ouest pourrait voir son terminus reporté jusqu'à la ligne 4 au niveau du centre commercial Beaulieu situé boulevard Général-De-Gaulle. Il est par ailleurs précisé que la mise en service des nouvelles lignes de tramway de l'Île de Nantes desservant le futur CHU doivent intervenir avant la mise en service de celui-ci en 2026.
Le 7 juin 2019, les élus de Nantes métropole annoncent finalement la création de trois lignes de tramway desservant le nouveau CHU : la ligne 8 (axe est-ouest), ainsi que les lignes 6 et 7 se partageant l'axe nord-sud.
À terme, il est envisagé le prolongement du terminus est de la ligne vers la station de la ligne 1 Boulevard de Doulon situé sur l'artère homonyme.
Fin 2020 a lieu une concertation publique permettant le recueil des avis des habitants de la métropole sur la création des nouvelles lignes de tramway. À la fin de la concertation, 772 propositions individuelles et 88 cahiers d'acteurs avec de très nombreuses observations ont été déposés et seront transmis aux garants nommés par la Commission nationale du débat public (CNDP) afin de réaliser un « bilan de concertation ». Le conseil métropolitain du printemps 2021 prendra décision, après lecture de ce bilan, des suites à donner.
En avril 2021, Nantes Métropole donne un coup de frein au projet de création de cette ligne et se laisse six mois afin de réétudier la pertinence du projet et le mode de transport utilisé. Une des options étant de transformer cette ligne de tramway en une ligne de Busway, comme sa consœur au tracé parallèle sur l'Île de Nantes. La métropole propose également de lancer des études complémentaires avec les habitants puis de prendre une décision définitive à l'automne 2021. Après la mise en place d'études indiquant que la ligne ne serait utilisée que par 15 000 usagers par jour, il est finalement décidé la mise en place d'un bus à haut niveau de service à la place (avec une formule hybride entre le Busway et le Chronobus). Cet équipement nécessitant un site propre pour fonctionner, il ne serait pas compatible, pour l’heure, avec le tronçon de la route de Pornic. La nouvelle ligne 8, d'une longueur de 12 km, partirait donc de Bouguenais, traversera l'île de Nantes et terminera son parcours au boulevard de Doulon.
Le tracé de la ligne 8 avec les arrêts détaillés ont été présentés en réunion publique le 20/03/2024